# Results
Results è un album di Liza Minnelli pubblicato nel 1989. L'intero album è prodotto dai Pet Shop Boys e co-prodotto da Julian Mendelsohn e si caratterizza per la forte impronta synthpop tipica dei Pet Shop Boys. In una intervista il cantante Neil Tennant dichiarò che la scrittura e produzione dell'album era stata curata dai Pet Shop Boys. Mancava solo la registrazione vocale di Liza, registrazione effettuata in sole 5 notti dopo i concerti che Minnelli teneva nei primi mesi del 1989.
L'album, che ottenne un gran successo nel Regno Unito piazzandosi alla posizione numero 6 della classifica britannica degli album, venne fondamentalmente impostato come "un album dei Pet Shop Boys ma con a voce Liza Minnelli".
Lanciato dal fortunatissimo singolo Losing My Mind, il quale si piazzò in 6ª posizione nella classifica britannica dei singoli, l'album rimane uno dei massimi successi e posizionamenti in termini di classifiche della intera discografia di Liza.
Secondo Minnelli, il titolo dell'album venne fuori quando lei fece i complimenti ad una donna ed il suo vestito in un bar. La donna ringraziò Minnelli e spiegò che questo vestito era il suo vestito-"risultato", dicendo "Quando indosso questo vestito, io ho dei risultati".

## Tracce
- "I Want You Now" – 4:41
- "Losing My Mind" – 4:11
- "If There Was Love" – 6:47
- "So Sorry, I Said" – 3:14
- "Don't Drop Bombs" – 3:39
- "Twist in My Sobriety" – 4:51
- "Rent" – 3:54
- "Love Pains" – 4:10
- "Tonight Is Forever" – 5:04
- "I Can't Say Goodnight" – 4:52

Rent e Tonight Is Forever sono canzone composte dai Pet Shop Boys (rispettivamente negli album Actually e Please) che Liza Minnelli chiese di re-interpretare.

## Singoli estratti
Da Results vennero estratti quattro singoli:
| Anno | Singolo                                 | Posizione in classifica | Posizione in classifica | Posizione in classifica | Posizione in classifica | Posizione in classifica | Posizione in classifica | Posizione in classifica | Posizione in classifica | Posizione in classifica | Posizione in classifica |  |
| Anno | Singolo                                 | UK                      | USA Dance               | GER                     | AUT                     | NLD                     | ITA                     | BEL                     | NZE                     | FRA                     | SPA                     |  |
| ---- | --------------------------------------- | ----------------------- | ----------------------- | ----------------------- | ----------------------- | ----------------------- | ----------------------- | ----------------------- | ----------------------- | ----------------------- | ----------------------- |  |
| 1989 | Losing My Mind - Pubblicato: Agosto     | 6                       | 26                      | 17                      | 19                      | 31                      | 27                      | 17                      | 23                      | 42                      | 7                       |  |
| 1989 | Don't Drop Bombs - Pubblicato: Ottobre  | 46                      | -                       | -                       | -                       | -                       | -                       | -                       | -                       | -                       | -                       |  |
| 1989 | So Sorry, I Said - Pubblicato: Dicembre | 62                      | -                       | -                       | -                       | -                       | -                       | -                       | -                       | -                       | -                       |  |
| 1990 | Love Pains - Pubblicato: Aprile         | 41                      | 40                      | 31                      | -                       | -                       | 36                      | -                       | -                       | -                       | -                       |  |

## Posizione in classifica
| Nazione (1989) | Posizione |
| -------------- | --------- |
| Stati Uniti    | 128       |
| Regno Unito    | 6         |